# 鎌谷悠希
鎌谷 悠希（かまたに ゆうき、6月22日 - ）は、日本の漫画家。

## 来歴
『月刊Gファンタジー』（スクウェア・エニックス）2000年7月号に掲載された「華屋」（第二回新世紀マンガ賞入選作品）で釜谷 悠希（読み同じ）としてデビューし、2003年4月に現在のペンネームに改名。
2004年に月刊Gファンタジーにて、『隠の王』を連載。2008年にテレビアニメ化された。2010年に連載終了。2010年より『モーニング・ツー』にて、『少年ノート』を連載開始。

## 人物
- 当初のカラーではアナログだったが、最近ではコミックスタジオを使用して着色をしている。
- トーンはあまり使わず、ペンで影を描いている事が多い。
- 好きなものは少年合唱、ベン・クローリー、欧州映画、児童文学、宮沢賢治、ミヒャエル・エンデ、宮部みゆき、萩尾望都、ティム・バートン、川瀬巴水、鳥（特にカラス）、和、レトロ、シュール、アイルランド、虫の音・蛙の音、廃墟、化石、地球科学。
- 少年合唱グループの｢Libera（リベラ）｣が好き。
- 犬と猫を飼っている。
- 腱鞘炎を患っており、テーピングをしている。

## 作品リスト

### 単行本
- 隠の王（『月刊Gファンタジー』2004年6月号 - 2010年9月号、全14巻） - 平成17年度文化庁メディア芸術祭[1]（マンガ部門）審査委員会推薦作品。
- リベラメンテ〜鎌谷悠希短編集〜
  - 華屋（初出：『月刊Gファンタジー』2000年7月号）
  - くじらView（初出：『月刊Gファンタジー』2000年10月号）
  - Jill's Happiness〜神父さんの仕合わせ〜（初出：『月刊Gファンタジー』2001年6月号）
  - 時雨の弓使い（初出：『月刊Gファンタジー』2001年9月号）
  - 時雨の弓使い vs. 銃使い（初出：『月刊Gファンタジー』2002年1月号）
  - We are Warlock.（初出：『月刊Gファンタジー』2001年11月号）
  - Lamp Shade（初出：『月刊ステンシル』2002年5月号）
  - 宿宮司（初出：『月刊Gファンタジー』2002年7月号）
- 少年ノート Days of Evanescence（講談社『モーニング・ツー』40号（2010年11月発売[2]） - 2014年5月号（同年3月発売）、全8巻）
- ぶっしのぶっしん 鎌倉半分仏師録（『ガンガンONLINE』2013年11月21日[3] - 、既刊5巻）
- しまなみ誰そ彼（『ヒバナ』2015年4月号[4] - 2017年9月号[5]→『裏サンデー』・『マンガワン』2018年1月 - 5月、全4巻）
- ヒラエスは旅路の果て（『モーニング・ツー』2020年12号[6] - 2022年7号、全3巻）
- 同志少女よ、敵を撃て（原作：逢坂冬馬、監修：速水螺旋人、『ハヤコミ』2024年7月23日[7] - 連載中、既刊1巻）

### 単行本未収録
- ワンスタ〜星イチ民宿宿帳簿〜（『月刊Gファンタジー』2002年12月号 - ） - 5話まで掲載。
- アンロック（原作：小林靖子、『Dモーニング』2017年25号[8] - 27号）
- 悲しみのロックを鳴らせ〜Rhapsody〜（原作：ロッキング・オン、『LINEマンガ』2023年10月-）

### アンソロジー
- スターオーシャンセカンドストーリー 第六集「いつでも僕の」（2001年1月27日発行）
- Xenosaga EPISODE I 第一集 「感謝デイ」（2002年8月27日発行）
- スターオーシャンセカンドストーリー 第十一集「タレント活用形」（2002年10月27日発行）
- ファイナルファンタジー・クリスタルクロニクル 第一集「セルキー的冒険記」（2004年4月27日発行）
- 柴田亜美黙認海賊本偽PAPUWA「Special Illustration&Free Talk」（2004年9月22日発行）
- 刀剣乱舞-ONLINE-アンソロジーコミック〜刀剣男士幕間劇〜（2015年8月27日発行[9]）

### イラスト
- 空白を満たしなさい（著：平野啓一郎、『モーニング』2011年40号[10] - 連載）